# Geografia Makau

Położenie Makau

Makau jest specjalnym regionem administracyjnym Chińskiej Republiki Ludowej, który leży na południowym wybrzeżu Chin, nad Morzem Południowochińskim. Obszar Makau jest niemal w całości zurbanizowany i leży w strefie klimatu monsunowego. Obecny krajobraz regionu został znacznie przeobrażony.

## Powierzchnia, położenie i granice
Powierzchnia – 32,5 km²
Położenie – 22°10'N i 113°33'E. Makau jest położone 60 km na południowy zachód od Hongkongu i 145 km na południe od Kantonu.
Granice – Makau graniczy z Chinami od zachodu i północy, linia brzegowa ma ponad 40 km. 

Mapa regionu

## Ukształtowanie poziome
W skład Makau wchodzi półwysep Makau, a także wyspy Taipa i Coloane. Półwysep jest ukształtowany przez estuarium Rzeki Perłowej na wschodzie oraz rzekę Xi Jiang na zachodzie. Graniczy ze specjalną strefą ekonomiczną Zhuhai w Chinach. Główne przejście graniczne pomiędzy Makau a Chinami znane jest po stronie Makau jako Portas do Cerco (Brama Graniczna), natomiast po stronie Zhuhai jako port rzeczny Gongbei. 
Linia brzegowa jest dobrze rozwinięta i przeobrażona przez człowieka. Pierwotnie wybrzeże Makau i okolic miało postać namorzynową. Obecnie w wielu miejscach jest ono sztuczne. Półwysep Makau był pierwotnie wyspą, lecz mielizna łącząca ją z kontynentem stopniowo przekształciła się w przesmyk, co spowodowało powstanie półwyspu.

## Budowa geologiczna i rzeźba
Obszar Makau i okolic to region fałdowań dolno paleozoicznych – kaledonity. Współczesny krajobraz jest zmieniony przez człowieka. Osuszanie lądu w XVII uczyniło z Makau obszar, na którym przeważają płaskie tereny, chociaż początkowo w krajobrazie wyspy dominowały strome wzgórza. Najwyższym wzniesieniem jest Alto de Coloane o wysokości 170,6 m n.p.m. Podłoże budują głównie granity, oraz osady rzeczne.

## Klimat

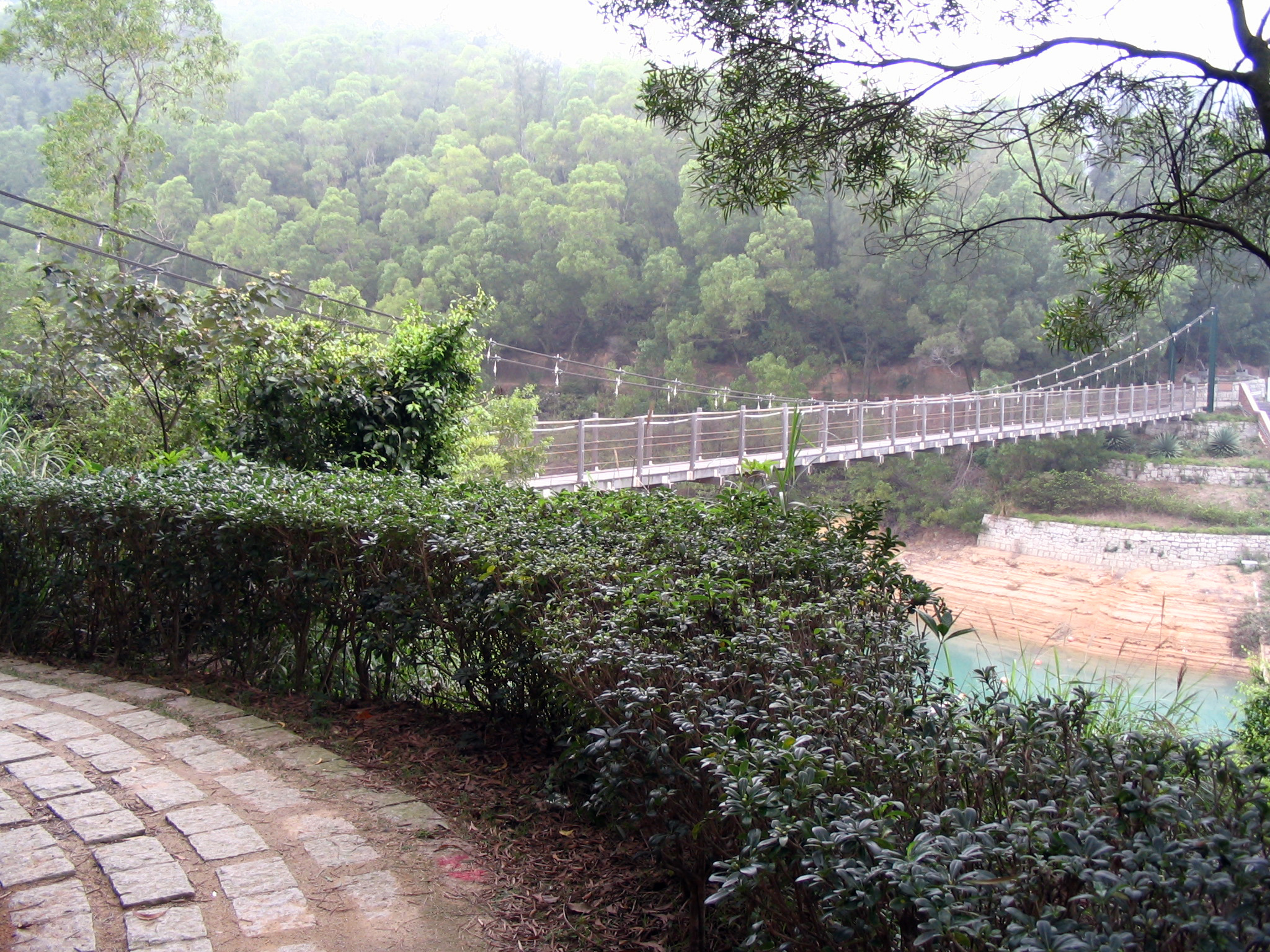
Zieleń miejska

Makau leży w strefie wilgotnego klimatu zwrotnikowego, gdzie średnia wilgotność wynosi od 75% do 90%, wpływ na klimat mają wiatry monsunowe. Występują tam sezonowe zmiany klimatu wywołane monsunami. Ponadto można zaobserwować różnice w temperaturze pomiędzy latem a zimą. Średnia temperatura roczna w Makau wynosi 22,3 °C. Najcieplejszym miesiącem jest lipiec, ze średnią temperaturą 28,6 °C, natomiast najzimniejszym miesiącem jest styczeń, ze średnią temperaturą 14,5 °C.
Usytuowane w nadmorskim regionie południowej części Chin, Makau charakteryzuje się obfitymi deszczami, ze średnią sumą opadów wynoszącą powyżej 2000 milimetrów. Jesień w Makau trwa od października do grudnia, jest wtedy ciepło i słonecznie, a wilgotność powietrza jest niska. Zima (od stycznia do marca) jest najczęściej sucha, ze względu na monsuny nad kontynentem azjatyckim, stosunkowo chłodna, ale słoneczna. Wilgotność zaczyna wzrastać wiosną, od kwietnia do czerwca, i w okresie letnim od lipca do września. Klimat staje się wtedy gorący i wilgotny z częstymi opadami deszczu i sporadycznymi tajfunami. 

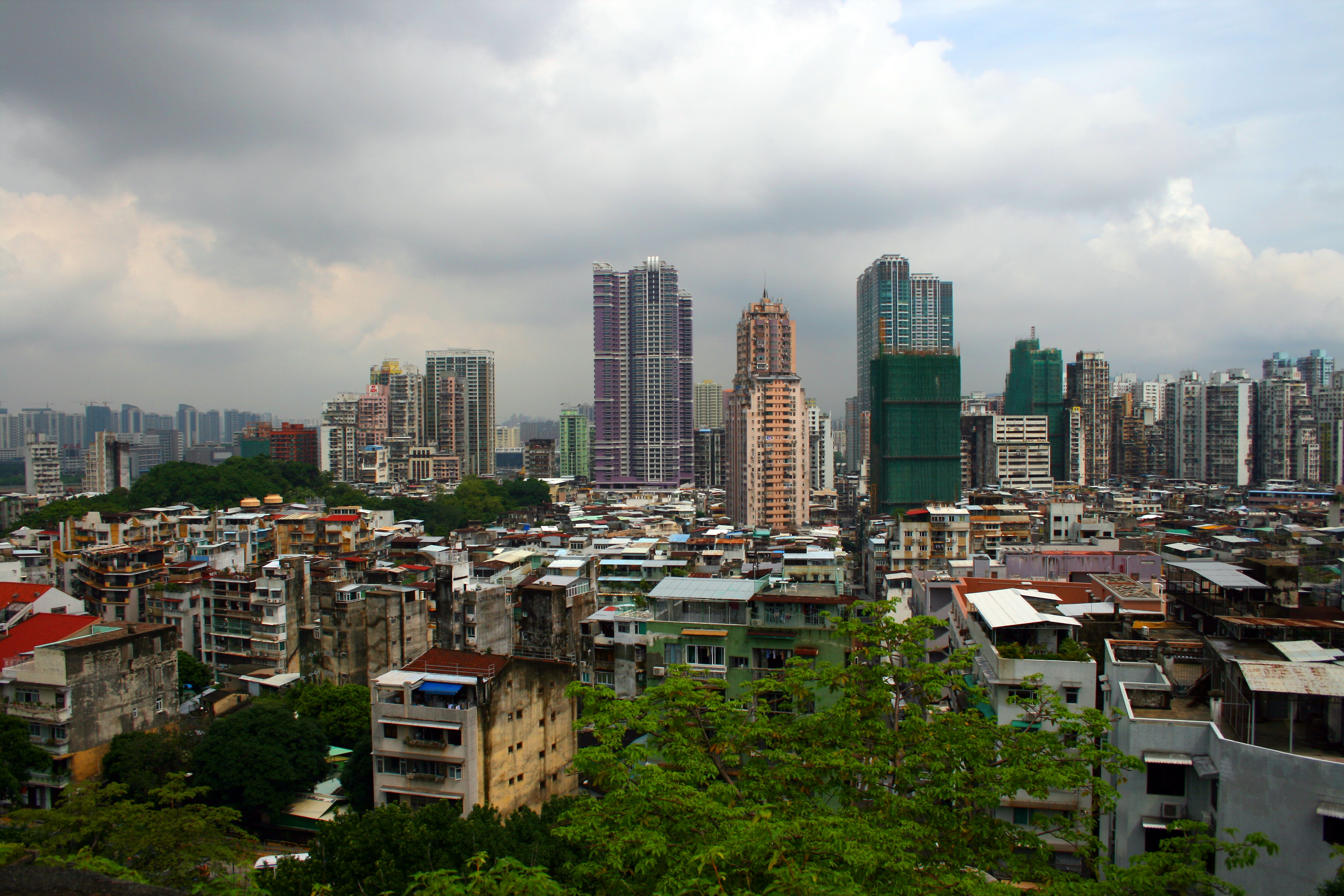
Widok ogólny na zabudowę miejską

## Wody
Brak sieci rzecznej i wód powierzchniowych na terenie Makau. Z Makau sąsiadują ujścia rzek: Xi Jiang i Rzeka Perłowa. Woda pitna jest zbierana w czasie pory deszczowej, lub sprowadzana z Chin.

## Gleby
Makau leży w strefie czerwonych gleb ferralitowych. Gleby nie są wykorzystywane w żaden sposób, ponieważ cały obszar Makau stanowi zabudowa miejska.

## Flora i fauna
Obecnie niemal cały obszar regionu jest pozbawiony roślinności, która ogranicza się do zieleni miejskiej. Pierwotnie Makau i okolice porastały wiecznie zielone lasy monsunowe, a w estuariach rzeki występowała roślinność namorzynowa. 
Fauna nie ma warunków bytowych w obrębie Makau. Liczne są jedynie ptaki morskie i małe zwierzęta jak np. gryzonie, przyzwyczajone i przystosowane do życia w bliskim sąsiedztwie człowieka. Pierwotnie tereny te cechowały się bogactwem gatunkowym, ptaków wodnych i lądowych jak gadów i płazów, żyjących w pobliżu ujść rzecznych.